# Православное кладбище (Хельсинки)
Православное кладбище в Хиетаниеми (фин. Helsingin ortodoksinen hautausmaa; также Большое или Ильинское) — кладбище в городе Хельсинки в районе Лапинлахти, где захоронены писатели, художники, скульпторы, архитекторы и религиозные и политические деятели Финляндии православного вероисповедания.

## История

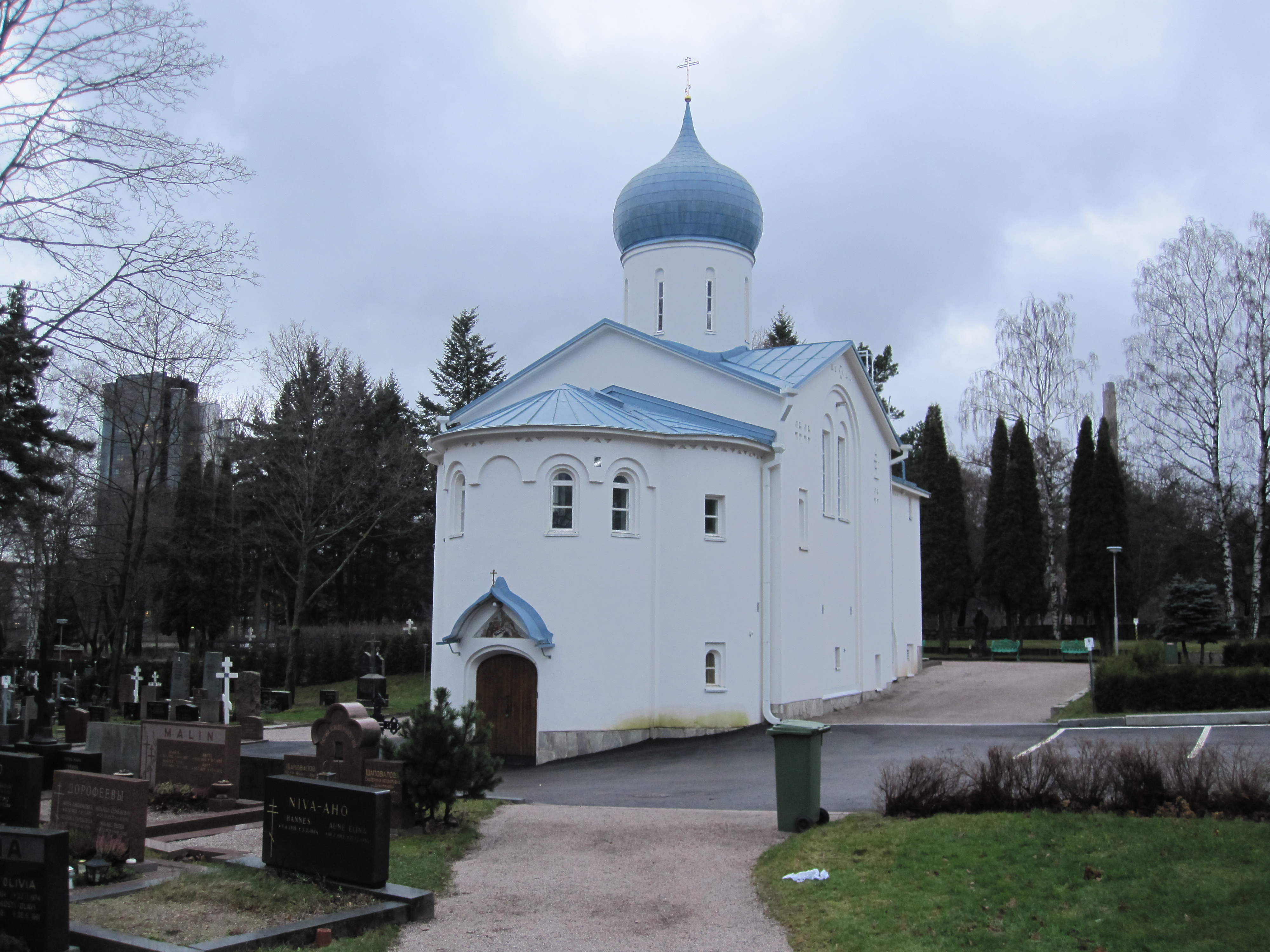
Ильинская церковь (архит. И. Н. Кудрявцев)

Православное кладбище в Хельсинки было открыто в 1815 году на участке в непосредственной близости от лютеранского кладбища.
В 1852 году на входе в кладбище была построена Ильинская часовня, а в 1954 году на территории некрополя по проекту архитектора Ивана Кудрявцева возведена более вместительная церковь в честь Ильи Пророка.
В 2013—2014 годах, при картографировании территории кладбища специалистами из университета Аалто, были выявлены 12 семейных склепов XIX века.

## Мемориальные захоронения
- Акутин, Павел Тимофеевич (1885—1947) — русский офицер, полковник
- Александр (Карпин) (1883—1969) — епископ Гельсингфорсский
- Александров, Пётр Павлович (1873—1952), полковник
- Базилевский, Платон Евгеньевич (1856—1916), генерал-лейтенант, инженер
- Бодиско, Николай Андреевич (1756—1815) — контр-адмирал, главный командир Свеаборгского порта
- Будянский, Павел Петрович (1876—1962) — полковник
- Булич, Вера Сергеевна (1898—1954) — поэтесса, прозаик
- Виднэс, Борис Андреевич (1869—1950) — генерал-майор
- Вырубова, Анна Александровна (1884—1964) — фрейлина императрицы Александры Фёдоровны
- Гарднер, Вадим Данилович (1880—1956) — русский поэт
- Гольтгоер, Константин Александрович (1867—1933) — генерал-майор
- Дерньятин, Тамара (1926—2003) — певица
- Клюев, Николай Алексеевич (1859—1921) — генерал-лейтенант
- Коллиандер, Ина (1905—1985) — финская художница
- Коллиандер, Тито (1904—1989) — православный писатель, переводчик
- Кудрявцев, Иван Николаевич (1904—1995) — архитектор
- Мандельштам, Иосиф Емельянович (1846—1911) — историк русской литературы, лингвист, профессор Гельсингфорсского университета, писатель, статский советник
- Небольсин, Аркадий Константинович (1865—1917) — контр-адмирал, начальник 2-й бригады линейных кораблей Балтийского моря
- Непенин, Адриан Иванович (1871—1917) — последний командующий Балтийским флотом
- Нифонтова, Любовь Андреевна (1913—1987) — финская балерина русского происхождения
- Пресс, Аркадий Германович (1870—1952) — писатель
- Раупах, Роман Романович фон (1870—1943) — юрист, полковник, военный следователь
- Репин, Юрий Ильич (1877—1954) — художник
- Савин, Иван (1899—1927) — русский поэт, писатель, участник белого движения
- Салов, Владимир Николаевич (1825-1890) — генерал-лейтенант
- Синебрюхов, Николай Петрович (1788—1848) — купец, пивопромышленник
- Синебрюхов, Павел Павлович (1859—1917) — купец, пивопромышленник, меценат
- Синебрюхов, Павел Петрович (1799—1883) — купец, пивопромышленник
- Сове, Борис Иванович (1900—1962) — русский богослов, литургист
- Старк, Александр Оскарович (1878—1922) — российский морской офицер
- Старк, Оскар Викторович (1846—1928) — российский адмирал
- Тимирязев, Иван Александрович (1860—1927) — полковник, фотограф
- Ушаков, Егор Иванович (1767—1836) — купец, коммерции советник
- Фаберже, Агафон Карлович (1876—1951) — ювелир
- Фалеев, Николай Григорьевич (1859—1933) — архитектор, профессор.
- Хямяляйнен, Хелви (1907—1998) — финская писательница и поэтесса.
- Шельтинг, Роман Петрович (1762—1834) — российский генерал.
- Шилкин, Михаил Николаевич (1900—1962) — художник-керамист